# Elevation 2001: U2 Live from Boston
Elevation 2001: U2 Live from Boston è un live degli U2 filmato il 5, il 6 e il 9 giugno 2001 durante le tappe della prima leg americana dell'Elevation Tour al Fleet Center (oggi chiamato TD Garden) di Boston, nel Massachusetts. Il DVD fu pubblicato alla fine dello stesso anno ed è il primo dei due riguardanti lo stesso Tour: il secondo è infatti U2 Go Home - Live from Slane Castle Ireland. Diretto da Hamish Hamilton, le riprese alternano spezzoni registrati da una piccola videocamera installata sugli occhiali da sole che Bono indossava durante il concerto, mostrando così inquadrature uniche della band direttamente dal palco.

## Tracce
1. Elevation
2. Beautiful Day
3. Until the End of the World
4. Stuck in a Moment You Can't Get Out Of
5. Kite
6. Gone
7. New York
8. I Will Follow
9. Sunday Bloody Sunday
10. In a Little While
11. Desire
12. Stay (Faraway, So Close!)
13. Bad / 40 (snippet)
14. Where the Streets Have No Name
15. Bullet the Blue Sky
16. With or Without You
17. The Fly
18. Wake Up Dead Man
19. Walk On

## Riprese
Elevation 2001: U2 Live From Boston immortala il ritorno della band ai concerti in strutture al coperto, rendendo così la performance un'esperienza più "intima". Durante gli anni '90, per lo ZooTV Tour e per il PopMart Tour gli U2 si sono infatti esibiti più spesso in stadi all'aperto. Il DVD mostra inoltre la scelta di una scenografia e di un palco molto più semplici, quasi spogli, liberi dalle elaborate tecnologie dei due tour precedenti.
Durante gli attimi finali di Until the End of the World, una canzone che parla di un possibile dialogo tra Gesù e Giuda Iscariota, Bono e The Edge recitano sul palco le parti dei due uomini. Alla fine di Sunday Bloody Sunday Bono intona la nota canzone di Bob Marley Get Up, Stand Up, mentre In a Little While è introdotta dal cantante come l'ultima canzone ascoltata da Joey Ramone poco prima di morire. Ecco perché, spiega lo stesso leader della band nel video, essa, da una canzone sui postumi di una sbornia, sia diventata una canzone gospel. Il cantante e il chitarrista si cimentano poi in una versione acustica di Stay (Faraway, So Close!). Pochi minuti dopo invece Bono percorre correndo svariate volte il palco a forma di cuore durante l'esecuzione di Where the Streets Have No Name. Le riprese del DVD sono state effettuate in audio PCM stereo e in Dolby Digital 5.1.

## Versioni e Contenuti extra
Il video fu pubblicato anche nel formato VHS, ma nella versione DVD (contenente due dischi) sono inclusi alcuni contenuti extra:
Disco 1:
- The Making of the Filming of Elevation 2001: Live from Boston

Disco 2:
- Another Perspective – Concert with alternative angles: fan cam, director cam
- Road Movie – Time Lapse of a Day on the Road
- Additional tracks

1. Beautiful Day (Clarence version) - live da Dublino, settembre 2000
2. Elevation - live from Miami, first show souvenir, 24 marzo 2001
3. Stuck in a Moment You Can't Get Out Of (Èze version) - live da Hanover, Dublino, e Francia, luglio 2000

- Trailers

1. Zoo TV: Live from Sydney
2. PopMart: Live from Mexico City

- Web Links
  - DVD Rom Screensaver
  - DVD Credits

## Promo CD
Durante il Black Friday del 2001, la Best Buy distribuì gratis e in esclusiva un disco promozionale intitolato 3 Live Tracks from Boston. In esso erano contenute tre canzoni estratte dal DVD Elevation 2001: Live from Boston e sebbene nel CD vi sia scritto che riguardano tutte e tre il concerto del 6 giugno 2001, Gone fu in realtà registrata durante quello del 5.
1. Beautiful Day – 4:56
2. Gone – 5:05
3. I Will Follow – 5:34

## Formazione
- Bono - voce, chitarra semiacustica (Gone, I Will Follow, One, Walk On), chitarra acustica (Kite), armonica a bocca (Desire), shaker (Stuck in a Moment You Can't Get Out Of)
- The Edge - chitarra elettrica, cori, chitarra acustica (Stay (Faraway, So Close!)), pianoforte (New Year's Day)
- Adam Clayton - basso (eccetto Stay (Faraway, So Close!))
- Larry Mullen Jr. - batteria (eccetto Stay (Faraway, So Close!))